# 마약단속국
마약단속국(麻藥團束局, Drug Enforcement Administration)은 미국 법무부 산하의 정부 기관이다.

## 역사와 임무
마약단속국은 1973년 3월 28일에 대통령 리처드 닉슨이 서명한, 1973년 재조직 계획 No.2에 의해, 1973년 7월 1일에 설립되었다. 또한 1999년 2월에는 버지니아의 알링턴에 DEA박물관이 세워지기도 했다.
마약단속국은 현재 아프가니스탄에서 마약소탕을 위한 별도의 전투행동을 포함한 작전을 실행중이다.

## 같이 보기
- 연방수사국
- 미국 관세국경보호청